# Leteći tanjiri Karla Velikog
Leteći tanjiri Karla Velikog je redovna epizoda Marti Misterije premijerno objavljena u Srbiji u svesci #60. u izdanju Veselog četvrtka. Sveska je objavljena 4.11.2021. Koštala je 380 din (3,2 €; 3,6 $). Imala je 162 strane.

## Originalna epizoda
Originalna epizoda pod nazivom Le astronavi di Carlo Magno objavljena je premijerno u #338. regularne edicije Marti Misterije koja je u Italiji u izdanju Bonelija izašla 10.4.2015. Epizodu nacrtao Šulio Kamanji, a scenario napisali Alfredo Kastali i Loti Enriko. Naslovnu stranu nacrtao Giancarlo Alessandrini. Koštala je 6,3 €.

## Kratak sadržaj
Prolog. Lijež, 810. godina. Grupa meštana predvođena lokalnim katoličkim biskupom zatiče četvoro ljudi čije poreklo ne mogu da objasne. Nepoznati kažu da su poreklom iz Grenobla, a da su u Lion došli letećim tanjirom u kome su sreli nepoznato biće koje je govorilo njihov jezik. Meštani žele da ih spale na lomači, jer veruju da su to zaverenici koji su došli da ubiju Karla Velikog (cara Franačkog carstva od 800. godine). Biskup zaustavlja masu i sprečava ubistvo, ali kaže da ne veruje nepoznatima. Biskupov pomoćnik šalje meštane kući, ali odvodi četvoro nepoznatih u Opatiju Naše Gospe u Ambroneu (blizu Liona).
Glavna priča. Nju Jork, 2015. Policija sa ulice kupi osobu nepoznatog porekla koju odvodi u bolnicu u kojoj radu Dijana. Istu osobu prati i Frenk Kulter. Osoba je stara i govori starom verzijom francsukog jeizka. Kulter kasnije dolazi u posetu Marti Misteriji. Pokazuje mu malu napravu za koju se veruje da predstavlja srednjovekovnu bateriju u kojoj je koncentrisana ogromna energija. Kulter je, međutim, zainteresovan za nepoznatu osobu, te kreće za Dijanom do doma za nezbrinuta lica i odvodi nepoznatu osobu.
Radnja se vraća u 9. vek gde u Opatiju Naše Gospe u Ambroneu (blizu Liona) tamničari muče nepoznatu četvorku da bi od njih doznali više detalja o svemirskoj letelici. Jedan od njih dobija nadljudsku snagu i uspeva da pobegne. Stiže do pećine u kojoj se nalaze četiri sarkofaga nepoznatog materijala. On uspeva da pobegne na jednom koristeći ga kao čamac. Potera uskoro stiže u pećinu gde zatiče preostala tri kajaka, koja odnosi u manastir.
Marti posećuje Kultera i prihvata njegovu ponudu da nastavi istraživanje oko baterijske naprave. U njegovoj radnoj sobi Java krišom snima neke stare dokumente. Marti istražuje njihvo poreklo i dolazi do fotografija cirkusa iz 19. veka u kojima se pojavljuje osoba koja neverovatno liči na Kultera. Dijana istražuje ko je odveo nepoznatog beskućnika iz doma za nezabrinute. Pregledajući video snimke, uviđa da je to upravo bio Kulter.

## Istorijske ličnosti
Karlo Veliki je najpre bio kralj Franačke, pa Italije, da bi od 800. godine postao car Franačkog carstva koje je ujedinilo veliki deo teritorija koje su pripadale bivšem Zapadnom rimskom carstvu. Zbog toga je bio nazvan ocem Evrope. Umro je 814. godine.

## Prethodna i naredna sveska
Prethodna sveska nosila je naziv Šahista (#59), a naredna Tvorac mitova (#61).